# Aqueu (filho de Xuto)
Aqueu, filho de Xuto e Creúsa, na mitologia grega, é o ancestral epônimo dos aqueus, assim como seu irmão Íon é o ancestral epônimo dos jônios e seus tios Doro e Éolo dos dórios e eólios. Pelos cálculos de Jerônimo de Estridão, Aqueu fundou a Acaia em 1398 a.C..
Seu pai Xuto era filho de Heleno, e foi expulso da Tessália pelos outros filhos de Heleno. Sua mãe Creúsa era filha do rei Erecteu, de Atenas, onde ele e seu irmão nasceram. Com a morte de Erecteu, Xuto foi apontado para escolher o próximo rei, e escolheu Cécrope II, sendo banido pelos demais pretendentes.
Xuto e sua família foram viver na Egialeia, onde Xuto morreu. Aqueu reuniu um grupo de aliados da Egialeia e de Atenas, e retornou para a Tessália, terra dos seus ancestrais.
Pausânias menciona dois filhos de Aqueu, Archander e Architeles, que vieram da Ftiótida para Argos e se casaram, respectivamente, com Scaea e Automate, filhas de Dánao. Os habitantes de Argos e Lacedemon passaram a se chamar aqueus quando os filhos de Aqueu tomaram o poder nestas cidades. Heródoto menciona a cidade de Arcandra, que ele supõe ter sido fundada pelo filho de Aqueu. Archander e Architeles entraram em guerra com Laomedonte, rei de Sicião.
Estrabão apresenta uma versão diferente para a origem dos aqueus: Aqueu teria cometido um homicídio involuntário, e fugido para a Lacedemônia com um grupo que passou a ser chamado de aqueus.
Árvore genealógica (incompleta) baseada no Pseudo-Apolodoro:
Heleno
Orseis
Erecteu
Praxiteia
Xuto
Creúsa
Aqueu
Ion